# Stengårdshults församling
Stengårdshults församling var en församling i Skara stift inom Svenska kyrkan. Församlingen uppgick 2010 i Norra Hestra församling.
Församlingen låg i Gislaveds kommun i Jönköpings län.
Församlingskyrka var Stengårdshults kyrka. Kyrkan uppförd 1912 och ritad av Torben Grut.

## Administrativ historik
Församlingen har medeltida ursprung.
Församlingen var till 1962 moderförsamling i pastoratet Stengårdshult, Norra Unnaryd, Öreryd, Norra Hestra och Valdshult (före 1545 även Vallgårda församling), för att 1962 övergå till att vara annexförsamling i samma pastorat med Norra Hestra som moderförsamling. År 2006 utgick Norra Unnaryds församling ur pastoratet och 2010 uppgick de kvarvarande församlingarna i Norra Hestra församling.
Församlingskod var 066205.